# Friedrich Ohmann
Friedrich Ohmann (né le 21 décembre 1858 à Lemberg, mort le 6 avril 1927 à Vienne) est un architecte autrichien.

## Biographie
Friedrich Ohmann est le fils d'un fonctionnaire. Il commence ses études d'architecture en 1877 à l'université technique de Vienne auprès de Heinrich von Ferstel et Karl König. Pour approfondir sa formation artistique, il s'inscrit plus tard à l'académie des beaux-arts de Vienne auprès de Friedrich von Schmidt.
De 1889 à 1899, il est professeur d'architecture décorative à l'École des arts appliqués de Prague et mène de nombreux projets de restauration dans la ville. En 1898, il conçoit avec Josef Hackhofer de nombreux bâtiments et les ponts le long de la Vienne et revient à cette occasion dans la capitale autrichienne.
De 1899 à 1907, il est le directeur artistique du Neue Burg et crée aussi la palmeraie et le monument pour la princesse Élisabeth dans le Volksgarten (statue de Hans Bitterlich (de)).
Ohmann a pour source l'historicisme tardif. La base de son travail est sa connaissance approfondie des styles architecturaux historiques. Pendant ses années à Prague, il introduit le Jugendstil puis le style néo-baroque.
À l'été 1918, Ohmann présente un projet de monument pour l'empereur François-Joseph face à l'église votive ; mais son projet est abandonné.

## Œuvres

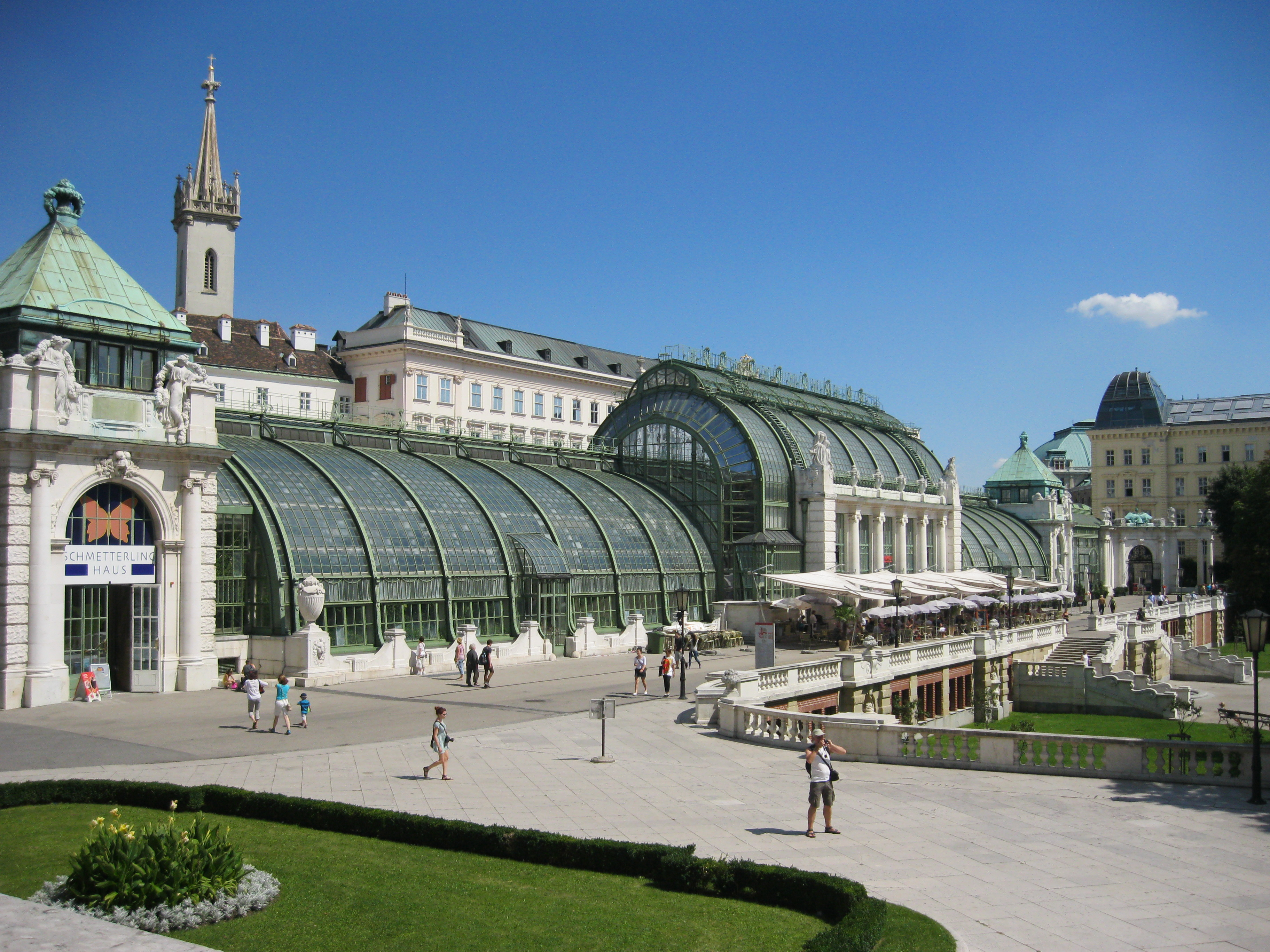
La palmeraie de Vienne

- 1898-1900 : Hôtel central de Prague
- 1901 : Palmeraie du Burggarten
- 1904 : Museum Carnuntinum
- 1911-1914 : Villa pour Karel Kramář à Prague
- 1912-1914 : Kurhaus
- 1912-1914 : Musée archéologique de Split
- 1914-1916 : Villa Regenstreif (de)